# Justine Rasir

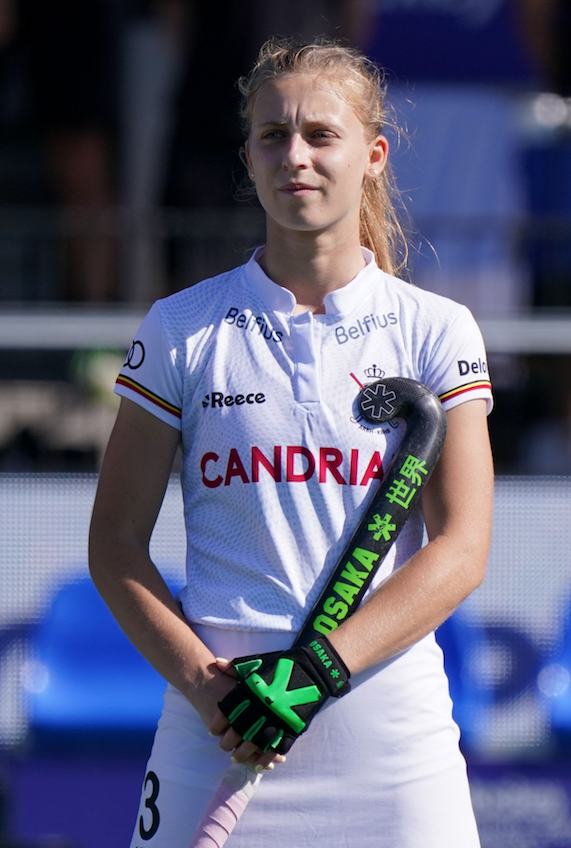
Justine Rasir (2023)

Justine Rasir (* 4. Dezember 2001) ist eine belgische Hockeyspielerin. Sie gewann mit der belgischen Nationalmannschaft bei Europameisterschaften bis 2023 eine Silbermedaille und eine Bronzemedaille.

## Sportliche Karriere
Justine Rasir spielt auf Vereinsebene für den Royal Racing Club Bruxelles.
Rasir wurde mit der belgischen Juniorinnenauswahl Vierte bei der Juniorenweltmeisterschaft 2019. Im Januar 2020 debütierte sie in der Nationalmannschaft. 2021 bei der Europameisterschaft in Amstelveen wirkte Rasir in allen fünf Spielen mit. Die Belgierinnen unterlagen im Halbfinale den Niederländerinnen mit 1:3. Im Spiel um den dritten Platz bezwangen sie die Spanierinnen mit 3:1. Im Jahr darauf bei der Weltmeisterschaft 2022 erreichten die Belgierinnen erstmals nach vierzig Jahren wieder das Viertelfinale bei einer Weltmeisterschaft und verloren dann gegen die Niederländische Auswahl. Die Belgierinnen belegten den sechsten Platz. Rasir war in allen fünf Spielen dabei und erzielte ein Tor. 2023 bei der Europameisterschaft in Mönchengladbach bezwangen die Belgierinnen im Halbfinale die Deutschen. Im Endspiel siegten die Niederländerinnen mit 3:1. Rasir wurde in allen fünf Spielen eingesetzt und traf einmal. Bei den Olympischen Spielen 2024 in Paris verloren die Belgierinnen im Halbfinale gegen die Chinesinnen im Shootout. Im Spiel um den dritten Platz unterlagen sie im Shootout gegen die Argentinierinnen. Rasir war in allen acht Spielen dabei.
Insgesamt bestritt die Offensivspielerin bis zum 9. August 2024 78 Länderspiele für Belgien.